# Rick Girard
Rick Girard (né le 1er mai 1974 à Edmonton, Alberta) est un joueur de hockey sur glace germano-canadien.

## Carrière
Girard commence en junior pour les Broncos de Swift Current en Ligue de hockey de l'Ouest. Après de bonnes performances, les Canucks de Vancouver le choisissent lors du repêchage d'entrée dans la LNH 1993 à la 46e place.
Le centre va d'abord dans le club-école, les Canucks de Hamilton qui deviennent le Crunch de Syracuse, en Ligue américaine de hockey, mais il n'atteint pas la LNH.
En provenance des Lumberjacks de Cleveland, le Canadien arrive dans le championnat d'Allemagne en 1997 au sein du ESV Kaufbeuren qu'il quitte la saison suivante pour rejoindre le Augsburger Panther. Il joue aussi pour d'autres clubs allemands : SERC Wild Wings (saison 1999-2000), München Barons (saison 2000-2001, les Lions de Francfort (de 2001 à 2003).
Pour la saison 2006-2007, il signe pour les Adler Mannheim, avec qui il remporte dès sa première saison dans cette équipe le championnat et la coupe d'Allemagne. En 2006, il obtient la nationalité allemande mais ne peut plus jouer dans un autre championnat national. À la fin de la saison 2008-2009, son contrat avec Mannheim n'est pas renouvelé, il va alors au ERC Ingolstadt.
Rick Girard arrête sa carrière de joueur en juillet 2012.

## Palmarès
- 1993 : Trophée Brad Hornung.
- 1993 : Meilleur état d'esprit de la Ligue canadienne de hockey[2].
- 1994 : Médaille d'or au Championnat du monde junior de hockey sur glace ; meilleur buteur (avec Martin Gendron et Petr Sýkora)[3].
- 2007 : Champion d'Allemagne avec les Adler Mannheim.